# Hulk (Schiffstyp)

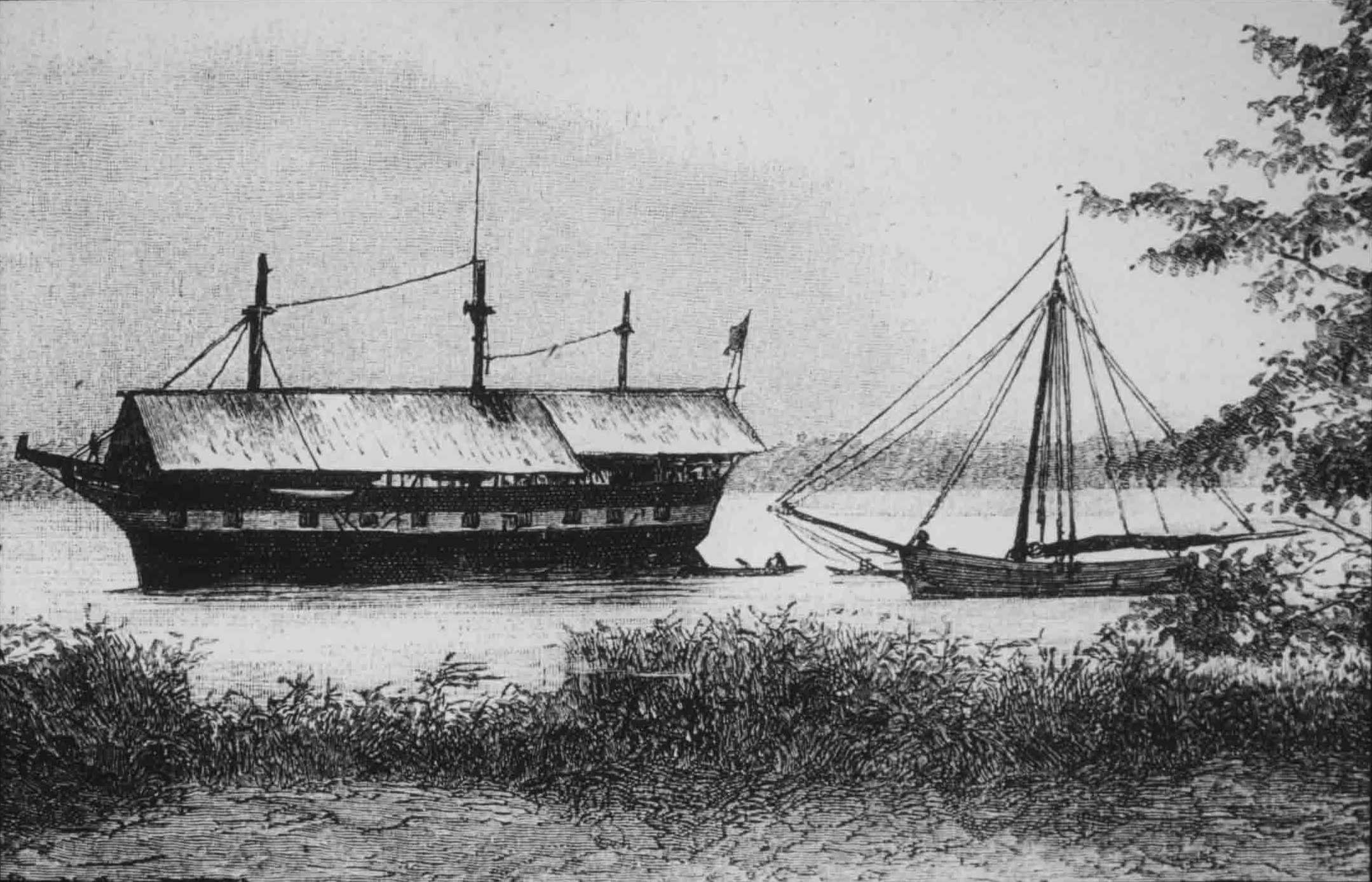
Woermann-Hulk als Handelsniederlassung in Kamerun (19. Jahrhundert)

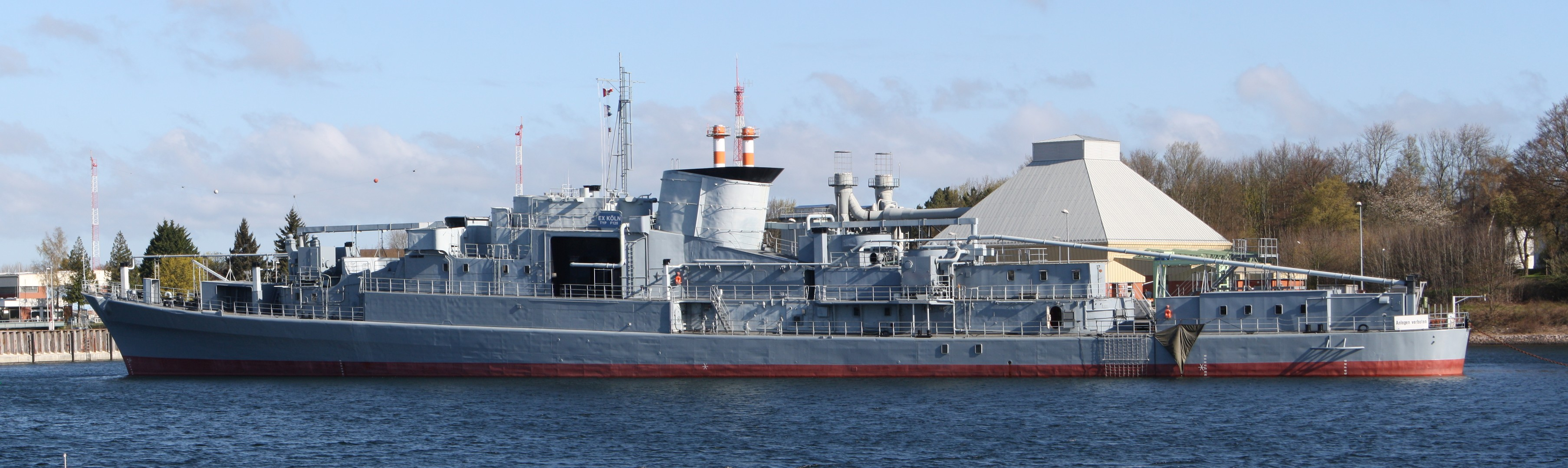
Ausbildungshulk Köln

Hulk oder seltener Holk bezeichnet ein außer Dienst gestelltes Schiff, das keinen Antrieb mehr hat, insbesondere Segelschiffe, deren Masten verlorengegangen oder entfernt worden sind. Auch Dampf- und Motorschiffe, die ohne funktionsfähigen Antrieb im Hafen oder auf Reede liegen, werden als Hulk bezeichnet. Die Bezeichnung stammt vom mittelalterlichen Schiffstyp Holk ab.
Hulks dienen vielen Zwecken, zum Beispiel als Wohnschiffe, Gefängnisse, Lagerräume oder als Kohlebunker. Im 19. Jahrhundert wurden Hulks unter anderem in den ersten Niederlassungen von Handelsunternehmen an den afrikanischen Küsten eingesetzt.
Eine Minenhulk dient als schwimmendes Depot für Seeminen. Durch die Lage auf Reede ist die Hulk vom empfindlichen Hafen- oder Stadtgebiet entfernt eingesetzt und kann bei Gefahr noch weiter weggeschleppt werden. Die Minenhulk ist selbst nicht für den Einsatz als Waffe vorgesehen.
Die Deutsche Marine verwendet die ehemalige Fregatte Köln als Ausbildungshulk im Einsatzausbildungszentrum Schadensabwehr Marine in Neustadt in Holstein. Dort werden Besatzungen der seegehenden Einheiten der Marine in der Brandbekämpfung und der Leckabwehr geschult.
Im Unterschied zur Hulk werden Fahrzeuge, die nur zeitweise aus der Fahrt genommen worden sind und über einen eigenen Antrieb verfügen, als Auflieger bezeichnet.